# Ben Williams (atleta)
Ben Williams (25 de enero de 1992) es un deportista de Reino Unido que compite en atletismo. Ganó una medalla de oro en el Campeonato Europeo de Atletismo por Equipos de 2019, en la prueba de triple salto.